# Endopeptidaza
Endopeptidaze ili endoproteinaze su proteolitičke peptidaze koje raskidaju peptidne veze neterminalnih aminokiselina (i.e. unutar molekula), za razliku od egzopeptidaza, koje prekidaju peptidne veze terminalnih aminokiselina. Iz tog razloga, endopeptidaze ne mogu da preseku pepdide u monomere, dok eksopeptidaze mogu da razlože proteine u monomere. Specijalni slučaj endopeptidaze je oligopeptidaza, čiji supstrati su oligopeptidi umesto proteina.
One su obično veoma specifične za pojedine aminokiseline. Primeri endopeptidaza su:
- Tripsin[1][2] - preseca nakon Arg ili Lys, ukoliko im ne sledi Pro. Veoma je striktan. Optimalna pH vrednost je 8.
- Himotripsin - preseca nakon Phe, Trp, ili Tyr, ukoliko im ne sledi Pro. Preseca sporije nakon His, Met ili Leu. Optimalna pH vrednost je 8.
- Elastaza - preseca nakon Ala, Gly, Ser, or Val, ukoliko im ne sledi Pro.
- Termolizin - preseca pre Ile, Met, Phe, Trp, Tyr, ili Val, ukoliko im ne prethodi Pro. Ponekad preseca nakon Ala, Asp, His ili Thr. Toplotno je stabilna.
- Pepsin - preseca pre Leu, Phe, Trp or Tyr, ukoliko im ne prethodi Pro. Optimalna pH vrednost je 2.
- Glutamilna endopeptidaza (alijas Glu-C) - preseca nakon Glu. Optimalna pH vrednost je 8.
- Neprilizin

## Spoljašnje veze
- Endopeptidases на 